# OstBahnGroove
OstBahnGroove ist ein gemischter Pop- und Jazzchor aus München. Geleitet wird das Ensemble von Agnes Haßler, die den Chor 2015 gründete. OstBahnGroove ist Preisträger der Chorwettbewerbe Deutscher Chorwettbewerb und Bayerischer Chorwettbewerb und hat zwei veröffentlichte Alben.
Das Ensemble macht  A-cappella-Musik mit Fokus auf Jazz-, Funk- und Pop-Arrangements. Der Chor arbeitet mit Elementen wie Beatbox, verstärktem Bass und Bodypercussion. Er orientiert sich an aktuellen Entwicklungen der internationalen A-cappella-Szene und legt Wert auf eine kontinuierliche Weiterentwicklung.

## Auszeichnungen
- 2. Preis beim 10. Bayerischen Chorwettbewerb 2017, Sonderpreis: CD-Aufnahme im BR[1]
- 3. Preis beim 10. Deutschen Chorwettbewerb 2018[2]
- 2. Preis beim 11. Bayerischen Chorwettbewerb 2022, Sonderpreis: CD-Aufnahme im BR[3]
- 1. Preis beim 11. Deutschen Chorwettbewerb 2023[4]

## Diskografie
- 2019: Gleis 1
- 2024: Gleis 2[5]